# Loitsche-Heinrichsberg
Loitsche-Heinrichsberg ist eine Gemeinde im Landkreis Börde in Sachsen-Anhalt. Die Gemeinde gehört der Verbandsgemeinde Elbe-Heide an.

## Ortsteile
- Heinrichsberg
- Loitsche
- Ramstedt

## Geschichte
Die Gemeinde entstand am 1. Januar 2010. Sie wurde gebildet aus dem Zusammenschluss der bis dahin selbständigen Gemeinden Loitsche und Heinrichsberg. Der Zusammenschluss erfolgt vor dem Hintergrund der Gemeindegebietsreform in Sachsen-Anhalt und der im Begleitgesetz festgeschriebenen Mindestanzahl von 1000 Einwohnern in Gemeinden, die einer Verbandsgemeinde angehören.

## Politik

### Wappen
Das Wappen wurde am 18. Februar 2010 durch den Landkreis genehmigt.
Blasonierung: „Rot über Gold durch silbern-blau geteilten Wellenbalken geteilt, oben drei goldene Rosen mit rot umkränzten goldenen Butzen, unten wachsend ein schwarz gefugter roter Zinnenturm mit offenem schwarzem Tor, aus dem Turm wachsend ein nach links blickender golden bewehrter schwarzer Adler.“
Auf seiner konstituierenden Sitzung am 13. Januar 2010 beschloss der Rat der Gemeinde Loitsche-Heinrichsberg sein Wappen, das aus Elementen der Wappen seiner Ortsteile Loitsche und Heinrichsberg besteht. Die Rosen stammen aus dem Loitscher Wappen und gehen auf die Familie von Alvensleben zurück; der Turm mit Adler ist dem Heinrichsberger Wappen entlehnt.
Das Wappen wurde vom Kommunalheraldiker Jörg Mantzsch gestaltet und ins Genehmigungsverfahren geführt.

### Flagge
Die Flagge ist Gelb - Rot (1:1) gestreift (Querform: Streifen waagerecht verlaufend, Längsform: Streifen senkrecht verlaufend) und mittig mit dem Gemeindewappen belegt.

## Bauwerke
Die in der Gemeinde befindlichen Kulturdenkmale sind im örtlichen Denkmalverzeichnis aufgeführt.

## Söhne und Töchter (Auswahl)
- Rudolf von der Schulenburg (1860 in Ramstedt – 1930), Politiker, Jurist, Mitglied des Preußischen Herrenhauses